# Генрі Ферфілд Осборн
Генрі Ферфілд Осборн (англ. Henry Fairfield Osborn; 8 серпня 1857 — 6 листопада 1935) — американський палеонтолог, геолог та адвокат євгеніки. Був президентом Американського музею природознавства протягом 25 років.

## Ранні роки життя та освіта

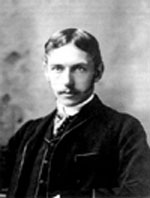
Осборн в 1890 році

Генрі Ферфілд Осборн народився у Ферфілді, штат Коннектикут 8 серпня 1857 року. Він був старшим сином видатного залізничного магната Вільяма Генрі Осборна та його дружини Вірджинії Рід (уродженої Стерджес) Осборн. Його молодшим братом був Вільям Черч Осборн, який працював президентом Музею мистецтв Метрополітен одружився з філантропкою та соціальною реформаторкою Еліс Клінтон Годлі Додж, донькою Вільяма Е. Доджа-молодшого.
Його бабусею та дідусем по материнській лінії були Джонатан Стерджес, видатний нью-йоркський бізнесмен і меценат, який був прямим нащадком Джонатана Стерджеса, депутат США зі штату Коннектикут, та Мері Пембертон Кейді, прямого нащадка видатного педагога Ебенезера Пембертона. Його тітка по материнській лінії Амелія Стерджес була першою дружиною Дж. П. Моргана, але померла від туберкульозу незабаром після їхнього весілля.
З 1873 по 1877 рік Осборн навчався в Принстонському університеті, здобувши ступінь бакалавра геології та археології, де його наставником був палеонтолог Едвард Дрінкер Коп. Через два роки Осборн пройшов спеціальний курс анатомії в Коледжі лікарів і хірургів та медичній школі Белвю в Нью-Йорку під керівництвом доктора Вільяма Г. Велча, а згодом вивчав ембріологію та порівняльну анатомію у Томаса Гакслі, а також у Френсіса Мейтленда Бальфура з Кембриджського університету, Англія.
У 1880 році Осборн здобув науковий ступінь доктора філософії в палеонтології в Принстоні, ставши викладачем біології та професором порівняльної анатомії того ж університету між 1883 і 1890 роками.

## Кар'єра
У 1891 році Осборн був прийнятий на роботу в Колумбійський університет професором зоології; одночасно він отримав посаду в Американському музеї природознавства, Нью-Йорк, де працював куратором новоствореного відділу палеонтології хребетних. Бувши куратором, він зібрав чудову команду пошуковців викопних речовин та заготівників, включаючи Вільяма Кінга Грегорі; Роя Чепмена Ендрюса, можливого натхненника створення вигаданого археолога Індіани Джонса; та Чарльза Р. Найта, який зробив фрески динозаврів у місцях їхнього проживання та скульптури живих істот. 23 листопада 1897 року він був обраний членом клубу Бун і Крокет, організації з охорони дикої природи, заснованої Теодором Рузвельтом та Джорджем Бердом Ґріннеллом. Завдяки значному сімейному багатству та особистим зв'язкам він змінив Морріса К. Джесупа на посаді президента піклувальної ради музею в 1908 р., працюючи до 1933 р., за цей час він накопичив одну з найкращих колекцій копалин у світі. Крім того, Осборн працював президентом Нью-Йоркського зоологічного товариства з 1909 по 1925 рік.

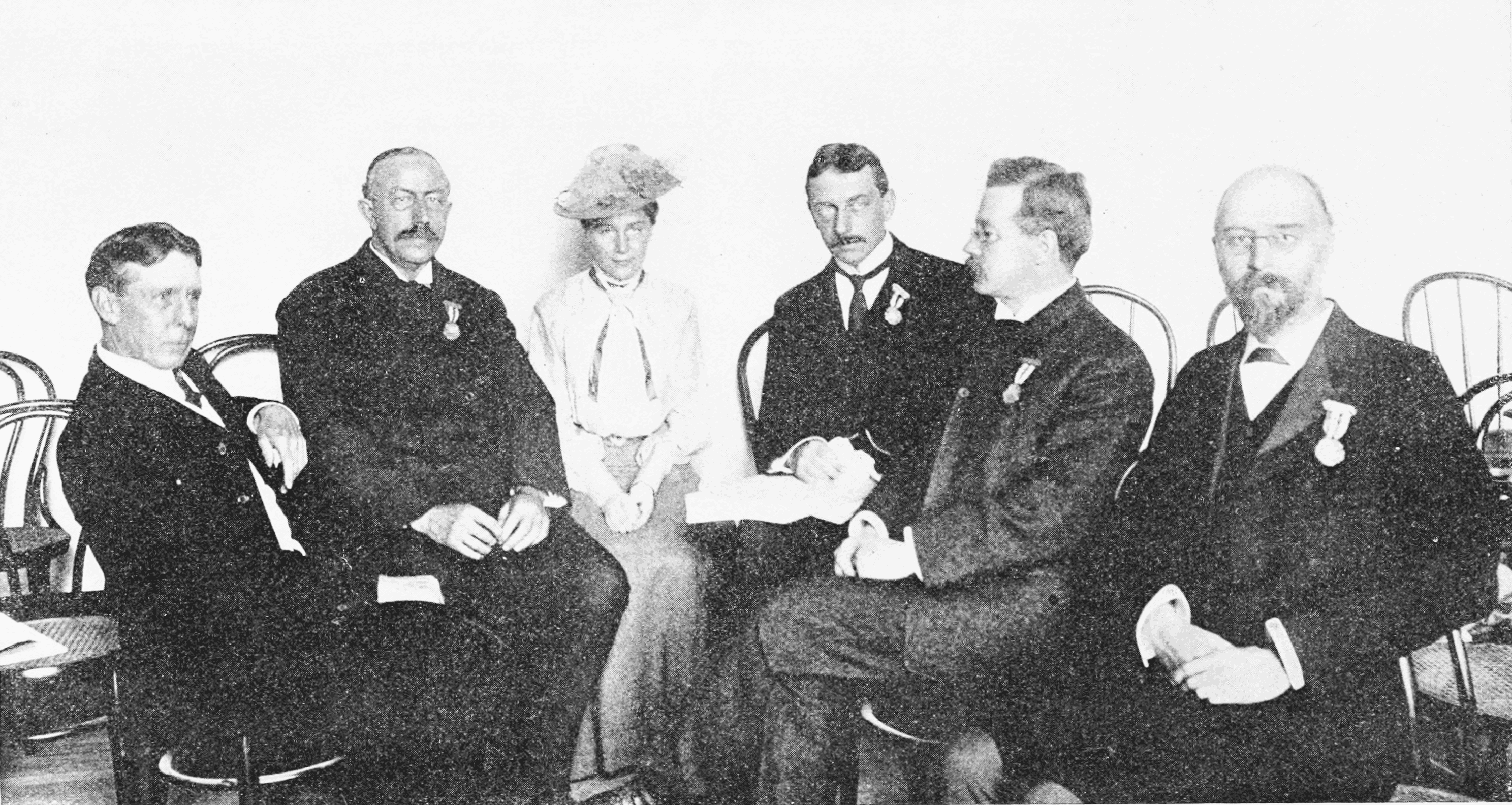
Осборн (третій справа) з іншими офіцерами секції палеонтології Конгресу Сент-Луїса

Довгий час член Геологічної служби США, Осборн став її старшим палеонтологом у 1924 році. Він керував багатьма експедиціями з видобування копалин на південному заході Америки, починаючи з Колорадо та Вайомінгу в 1877 році. Осборн провів дослідження мозку тиранозавра, розрізавши скам'янілі мозкові шафи алмазною пилкою. (Сучасні дослідники використовують комп'ютерну томографію та програмне забезпечення для реконструкції 3D для візуалізації інтер'єру ендокранії динозаврів без пошкодження цінних зразків). Він накопичив низку призів за свою роботу в галузі палеонтології. У 1901 році Осборн був обраний членом Американської академії мистецтв і наук. Він описав і назвав орнітолеста у 1903 р., тиранозавра та альбертозавра у 1905 р., пентацератопса у 1923 р. та велоцираптора у 1924 р. У 1929 році Осборн був нагороджений медаллю Даніеля Жиро Елліота від Національної академії наук. Попри його значний науковий зріст у 1900-х і 1910-х роках, наукові досягнення Осборна не були належної якості, оскільки вони були підірвані постійними зусиллями зігнути наукові результати відповідно до його власних расистських та євгеністичних поглядів.
Його спадщина в Американському музеї виявилася більш стійкою. Біограф Рональд Рейнґер назвав Осборна «першокласним науковим адміністратором і вченим третього рівня». Справді, найбільший внесок Осборна в науку зрештою полягав у його зусиллях популяризувати її за допомогою візуальних засобів. За його закликом, співробітники Американського музею природознавства вклали нову енергію в експозицію, і в результаті музей став одним з найвидатніших місць для експонування на початку XX століття. Фрески, діорами середовищ існування та кріплення динозаврів, виконані під час його перебування в музеї, залучили мільйони відвідувачів та надихнули інші музеї наслідувати його нововведенням. Але його рішення інвестувати значні кошти у виставки також відштовхувало певних членів наукової спільноти та викликало гнів кураторів, які сподівались витратити більше часу на власні дослідження. Крім того, його зусилля, щоб наповнити експонати музею та освітні програми власними расистськими та євгеністичними переконаннями, занепокоїли багатьох його сучасників і зіпсували його спадщину.

## Теорії

### Теорія еволюції людини
Осборн розробив власну еволюційну теорію походження людини під назвою «Теорія людини світанку». Його теорія була заснована на відкритті Пілтдаунської людини (еоантропа), яке було датовано пізнім (верхнім) пліоценом. Осборн стверджував, що він з'явився від спільного предка з мавпою в період олігоцену, який, на його думку, розвивався цілком окремо під час міоцену (16 млн років тому). Тому Осборн стверджував, що всі людиноподібні мавпи (Сімія, дотримуючись додарвінівської класифікації Ліннея) еволюціонували цілком паралельно предкам людини (гомо).

### Еволюційні погляди
Осборн спочатку був прихильником неоламаркизму Едварда Дрінкера Копа, проте згодом він відмовився від цієї точки зору. Осборн став прихильником органічного відбору, відомого також як ефект Болдуїна.

### Раси
Він виступав за загальну думку того часу, а саме про те, що спадковість перевершує вплив оточення. Як продовження цього, він визнав, що існують різні раси з фіксованими спадковими ознаками, і вважав нордичну або англосаксонську «расу» найвищою. Тому Осборн підтримував євгеніку, щоб зберегти «добрий» расовий запас. Завдяки цьому він підтримав «Проходження великої раси» Медісона Ґранта, написавши як другу, так і четверту передмови до книги, в яких аргументовано дотримувався таких поглядів. Книга також мала значний вплив на Адольфа Гітлера. Гітлер назвав цю книгу «своєю Біблією», оскільки вона відстоювала жорстку систему відбору шляхом усунення тих, хто слабкий чи непридатний.

## Особисте життя

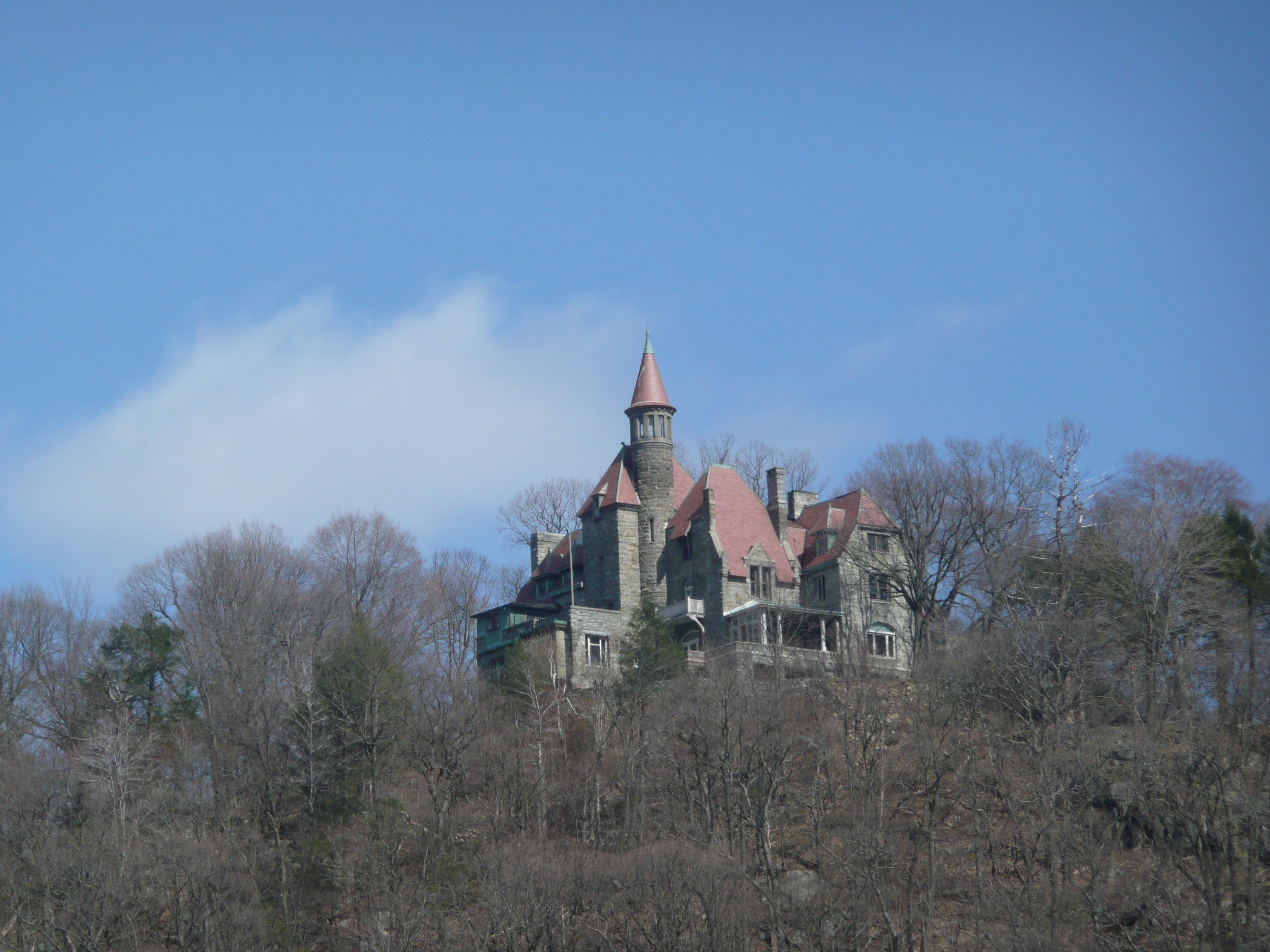
Його заміський будинок, Касл-Рок, Гарнісон, Нью-Йорк, 2009.

У червні 1881 року Осборн одружився з письменницею Лукрецією Тетчер Перрі (1858—1930) у військовій каплиці на острові Говернорс. Вона була донькою нащадка судді Крістофера Реймонда Перрі бригадного генерала Олександра Джеймса Перрі та Жозефіни (Адамс) Перрі, Сестра Лукреції, Джозефіна Адамс Перрі, була дружиною банкіра Джунія Спенсера Моргана II. У Осборна та його дружини було п'ятеро дітей, одна з яких померла в дитинстві.
Після смерті батька в 1894 р. Осборн успадкував свій будинок у романському стилі, Касл-Рок, у Гарнісоні, штат Нью-Йорк, у Гадсонському нагір'ї, який батько придбав у 1859 р., і там він зосередився на своїй благодійності після виходу на пенсію в 1882 р. Після смерті матері в 1902 р. решта маєтку батьків була порівну розділена між Генріхом та його братом Вільгельмом.
Після «майже річної хвороби» його дружина померла в їх заміському будинку в серпні 1930 р. Осборн раптово помер 6 листопада 1935 р. У своєму кабінеті в Касл-Рок, з видом на річку Гудзон.

## Епоніми
Африканський карликовий крокодил, Osteolaemus osborni, був названий на його честь Карлом Паттерсоном Шмідтом у 1919 році.

## Книги
- Від греків до Дарвіна: план розвитку ідеї еволюції (1894)
- Сучасні проблеми еволюції та спадковості [Архівовано 3 серпня 2021 у Wayback Machine.] (1892)
- Еволюція молярних зубів ссавців: до і від трикутного типу (1907)
- Люди старого кам'яного віку: їхнє середовище життя та мистецтво [Архівовано 3 серпня 2021 у Wayback Machine.] (1915)
- Походження та еволюція життя (1916)
- Люди старого кам'яного віку (1916)
- Вік ссавців у Європі, Азії та Північній Америці [Архівовано 3 серпня 2021 у Wayback Machine.] (1921)
- Еволюція та релігія (1923)
- Еволюція та релігія в освіті (1926)
- Людина піднімається до Парнасу, критичні епохи в доісторії людини (1927)
- Аристогенез, творчий принцип у походженні видів [Архівовано 21 жовтня 2016 у Wayback Machine.] (1934)